# Violett sabelvinge
Violett sabelvinge (Campylopterus hemileucurus) är en fågel i familjen kolibrier.

## Utseende
Violett sabelvinge är en mycket stor kolibri med tjock och böjd näbb. Hanen ser ofta helsvart ut, men i bra ljus syns att fjäderdräkten är spektakulärt violett. På stjärten syns stora vita hörn.

## Utbredning och systematik
Violett sabelvinge förekommer i Centralamerika. Den delas in i två underarter med följande utbredning:
- Campylopterus hemileucurus hemileucurus – förekommer lokalt i högländer från södra Mexiko till södra centrala Nicaragua
- Campylopterus hemileucurus mellitus – förekommer i Costa Rica och västra Panama

## Levnadssätt
Violett sabelvinge hittas i fuktiga städsegröna bergsskogar. Den födosöker ryttlande vid blommor i alla skikt, ibland även i trädkronor på fristående träd vid vägkanter.

## Status och hot
Arten har ett stort utbredningsområde, men tros minska i antal, dock inte tillräckligt kraftigt för att den ska betraktas som hotad. Internationella naturvårdsunionen IUCN listar arten som livskraftig (LC). Beståndet uppskattas till i storleksordningen 50 000 till en halv miljon vuxna individer.